# Géorgie aux Jeux olympiques d'hiver de 2014
La Géorgie participe aux Jeux olympiques d'hiver de 2014 à Sotchi en Russie du 7 au 23 février 2014. Il s'agit de sa sixième participation à des Jeux d'hiver.
Le pays a hésité à participer aux Jeux, et les Géorgiens sont divisés sur la question, en raison de relations tendues entre la Géorgie et la Russie, six ans après la deuxième Guerre d'Ossétie du Sud. Finalement, la délégation géorgienne comprend quatre athlètes : trois skieurs et une patineuse.